# Cyclosa koi
Cyclosa koi là một loài nhện trong họ Araneidae.
Loài này thuộc chi Cyclosa. Cyclosa koi được miêu tả năm 1993 bởi Tanikawa & Ono.